# Трансперсональна психологія
Трансперсона́льна психоло́гія (від лат. trans — крізь, через + лат. persona — особа і грец. psyche — душа + logos — учення) — ряд психологічних напрямів. Істотною відмінною рисою трансперсональної психології є модель людської душі, в якій визначається значущість духовного і космічного вимірювань і можливостей для еволюції свідомості. Основними представниками трансперсональной психології є J.C. Lilly, T. Dethlefsen, J.C. Pierakos, L. Orr, С. Ґроф, Р. Ассаджолі, К. Дюркгейм.

## Історія виникнення
У 1969 р. вийшов перший випуск журналу «Journal of Transpersonal Psychology». Особлива увага в цьому напрямі звертається на феномени свідомості, що виходять за рамки буденного досвіду: це форми зміненої свідомості, спіритичний досвід, «ключові переживання», екстрасенсорне сприйняття, медитативні практики, наркотичний суб'єктивний досвід, а також техніки і речовини, що змінюють свідомість. В гуманістичної і трансперсональної психології є загальні засади — обоє орієнтовані на розвиток і досягнення цілісності людини. Але в даному напрямі є більша спрямованість на цілі, які трансцендентують індивіда.
Абрахам Маслоу, який вважається засновником гуманістичної психології, вважав, що вона служить лише сходинкою до психології трансперсональної. Відповідно до його теорії потреб, в психологічній організації індивіда мають бути задоволені спочатку потреби фізіологічні, в безпеці, в соціальних контактах і оцінці, перш ніж індивід стане особисто готовий до прийняття трансперсонального досвіду. Через це вважається, що спочатку мають бути відпрацьовані невротичні і психосоматичні порушення, перш ніж буде розпочато рух по шляху розширення свідомості. В той же час, одні і ті ж феномени можуть тлумачитися в клінічній і трансперсональній психології як діаметрально протилежні по знаку валентності.
Вже Зігмунд Фрейд (1930) трактував медитативні («океанічні») відчуття адептів східних релігій як симптом інфантильної безпорадності, а Ф. Александер трактував медитацію як «самоіндуковану кататонію». Відмінність між трансперсональним досвідом і психозом полягає, перш за все, в довільності відтворення особливих станів свідомості. Хоча багато положень цього напряму не можуть поки отримати статус сповна наукових, в практичному плані багато знахідок отримують подальший розвиток. Є спроби трактувати трансперсональний досвід в контексті нових світоглядних уявлень. Це відносність простору і часу, матерії і енергії, роль позиції спостерігача (фізика), диссипативні структури (хімія), аутопоезіс (біологія), зв'язок мови і дії (культурна антропологія). В центрі зміни свідомість стоїть використання різних технік або речовин. Це сенсорна депривація, техніка сугестій і гіпнозу, різні школи йоги, суфізму, даосизму, шаманізму, християнського ісихазму, еротичні техніки, досвід наркотичного сп'яніння, робота з різними енергетичними центрами.